# Uloborus gilvus
Uloborus gilvus es una especie de araña araneomorfa del género Uloborus, familia Uloboridae. Fue descrita científicamente por Blackwall en 1870.
Habita en Italia y Grecia.